# Jerzy Sas Kulczycki
Jerzy Sas Kulczycki, nome di battaglia: "Colonnello Sassi", successivamente "Orione" (Roma, 24 dicembre 1905 – Cibeno, 12 luglio 1944) è stato un militare e partigiano italiano, decorato con la medaglia d'oro al valor militare alla memoria nel corso della seconda guerra mondiale.

## Biografia
Jerzy (Giorgio) Sas Kulczycki nasce in una famiglia della buona borghesia romana. Il padre Sigismondo, di padre polacco e madre italiana, è un letterato, poeta e professore di letteratura latina al Liceo Tasso di Roma e nel 1921 lo iscrive all'Accademia Navale di Livorno. Nel 1927 Jerzy è promosso guardiamarina; nella seconda guerra mondiale è ufficiale su navi da guerra e partecipa, fra l'altro, alla battaglia di Capo Matapan come ufficiale di tiro. Viene decorato con medaglia di bronzo al valor militare.
Con l'armistizio di Cassibile decide di non passare alla Repubblica Sociale Italiana e fugge da Trieste, dove si trovava imbarcato come Capitano di fregata sulla nave da battaglia Conte di Cavour, ancora ai lavori di ripristino dopo essere stata gravemente danneggiata dall'attacco portato dagli aerosiluranti inglesi durante il corso della notte di Taranto . Viene quindi incaricato dal governo Badoglio di riunire i militari italiani sbandati e formare dei corpi di resistenza contro i nazi-fascisti.
Si impegna pertanto attivamente nella formazione delle prime bande partigiane in Veneto.
Diventa comandante militare in Veneto (primato assoluto nell'Italia occupata), e successivamente consulente del CLN Veneto; costretto a trasferirsi a Milano, è il fondatore dei Volontari Armati Italiani su ordine del Maresciallo d'Italia Pietro Badoglio, per poi diventarne Capo di stato maggiore.
Il comando tedesco pone allora una taglia di tre milioni sulla sua testa. Il 15 aprile 1944 si trova a Genova dove viene arrestato in seguito ad una delazione. È trasferito dapprima a Milano nel carcere di San Vittore, poi, nel luglio seguente, viene condotto con altri a Fossoli, presso Carpi, dove viene fucilato (colpo di pistola alla nuca) il 12 luglio 1944, nel vicino campo di tiro di Cibeno e nello stesso giorno di Carlo Bianchi.  Egli è pertanto una delle vittime dell'Eccidio di Cibeno.
È sepolto a Roma nel Cimitero del Verano nella tomba di famiglia.

## Onorificenze
- Encomio Solenne (Mediterraneo, ottobre 1940);
- Encomio Solenne (Mare Ionio, notte del 12 novembre 1940).

### Riconoscimenti
- A Jerzy Sas Kulczycki è stata intitolata una strada a Livorno e una a Roma, nonché un'aula dell'Accademia navale di Livorno.